# Óscar Bolaño
Óscar Emilio Bolaño Meza (Puebloviejo, Magdalena, Colombia; 14 de mayo de 1951 - Santa Marta, Magdalena, Colombia; 29 de enero de 2017) fue un futbolista colombiano que jugó como defensa en Unión Magdalena, Independiente Santa Fe, Junior de Barranquilla y en la Selección Colombia. Fue uno de los mejores jugadores de su posición en su época. Fue tricampeón del Fútbol Profesional Colombiano, ganando un título con Independiente Santa Fe y 2 con el Junior de Barranquilla. Además, sus hijos Jorge Bolaño y Hugo Bolaño también fueron futbolistas profesionales.

## Trayectoria

### Inicios
Óscar Emilio Bolaño, nació en el municipio de Puebloviejo, departamento del Magdalena, al norte de Colombia. Siendo un joven, se fue a la ciudad de Santa Marta para jugar en las divisiones inferiores del Unión Magdalena.

### Unión Magdalena
Óscar debutó como futbolista profesional en el año 1967 con la camiseta del Unión Magdalena. Con el equipo samario, jugó grandes partidos, por varios años, y llegó a convertirse en una de las figuras del equipo. En el "Ciclón Bananero", jugó hasta finales del año 1974.

### Independiente Santa Fe
Después de haber sido figura del Unión Magdalena por varios años, a principios del año 1975 Bolaño fue contratado por Independiente Santa Fe, equipo de la ciudad de Bogotá. En el equipo cardenal, consiguió su primer título como profesional, cuándo el equipo cardenal se coronó campeón del Fútbol Profesional Colombiano por sexta vez en su historia. En aquel año, Óscar fue uno de los jugadores destacados del equipo junto a sus compatriotas Alfonso Cañón, Ernesto Díaz, Rafael Pacheco, y Héctor Javier Céspedes; además de los argentinos Juan Carlos Sarnari y Carlos Alberto Pandolfi.
 Al año siguiente, en 1976, el jugador costeño hizo parte de la nómina del equipo cardenal que jugó la Copa Libertadores de América. A finales de ese mismo año, Bolaño se fue de Santa Fe después de haber sido campeón y haberse convertido en uno de los mejores jugadores en su posición dentro del Fútbol Profesional Colombiano. 

### Junior de Barranquilla
Luego de una exitosa etapa jugando en Independiente Santa Fe, Bolaño se fue a jugar al Junior de Barranquilla a principios de 1977. Desde su llegada, se convirtió en titular fijo del equipo, y demostró sus condiciones a la hora de jugar. Con el equipo barranquillero, jugó grandes partidos y fue una de las figuras del equipo. En ese mismo año, ganó el segundo título dentro de su carrera, y entró en la historia del Junior ya que hizo parte, y fue figura de la nómina que ganó el primer título de la institución. Al año siguiente, volvió a jugar en la Copa Libertadores de América. En 1980, Bolaño fue importante para que el 
Junior fuera segunda vez campeón del Fútbol Profesional Colombiano, en aquel año, jugó grandes partidos y fue una de las figuras del equipo. Óscar jugó en el equipo "Tiburón" hasta finales del año 1984, cuándo se retiró del fútbol profesional después de haber tenido una carrera exitosa, y haberse convertido en ídolo del Junior.

### Selección Colombia
Gracias a sus grandes partidos con la camiseta de Independiente Santa Fe, Bolaño fue convocado a la Selección Colombia, con la que jugó en la Copa América de 1975. En esa edición del torneo, Colombia fue subcampeón. 
 Tiempo después hizo parte de la nómina de Colombia que jugó en la Copa América de 1983.

## Después del fútbol
Después de su retiro del fútbol profesional, Óscar se quedó a vivir en Santa Marta, donde se estableció con su familia. Allí, vivió hasta su muerte por una penosa enfermedad el 29 de enero de 2017.

## Clubes
| Club                   | País     | Año       |
| ---------------------- | -------- | --------- |
| Unión Magdalena        | Colombia | 1967-1974 |
| Independiente Santa Fe | Colombia | 1975-1976 |
| Junior de Barranquilla | Colombia | 1977-1984 |

## Palmarés

### Campeonatos nacionales
| Título           | Club                   | País     | Año  |
| ---------------- | ---------------------- | -------- | ---- |
| Primera División | Independiente Santa Fe | Colombia | 1975 |
| Primera División | Junior de Barranquilla | Colombia | 1977 |
| Primera División | Junior de Barranquilla | Colombia | 1980 |

## Convocatorias a selecciones
| Selección | Torneo       | Año  |
| --------- | ------------ | ---- |
| Colombia  | Copa América | 1975 |
| Colombia  | Copa América | 1983 |